# البحرية التجارية الأمريكية
البحرية التجارية في الولايات المتحدة هم بحارة مدنيون وسفن تجارية مدنية أمريكية وفدرالية مملوكة للولايات المتحدة، تم تأسيسها في عام 1939، تتم إدارة كل من البحارة والسفن من قبل مجموعة من القطاعات الحكومية والخاصة، يعملون في التجارة أو نقل البضائع والخدمات داخل وخارج المياه الصالحة للملاحة في الولايات المتحدة. ويمكنها في أوقات الحرب أن تكون تابعة للبحرية الأمريكية، ويمكن استدعاؤها لتسليم الأفراد العسكريين والعتاد للجيش الأمريكي، وفي أوقات السلم تنقل الأشخاص والبضائع التجارية.

## روابط خارجية
- موارد التدريب البحرية التجارية و USCG
- تاريخ البحر في الجمعية التاريخية البحرية الوطنية
- الجمعية البحرية (منظمة البحارة الأقدم في العالم غير الهادفة للربح)
- مجموعة القانون البحري (الولايات المتحدة 2006)
- البحرية التجارية الأمريكية في الحرب - من الثورة إلى الحرب العالمية الثانية حتى اليوم
- التجارة البحرية والنقل 2002 من مكتب إحصاءات التجارة